# Pantocrator

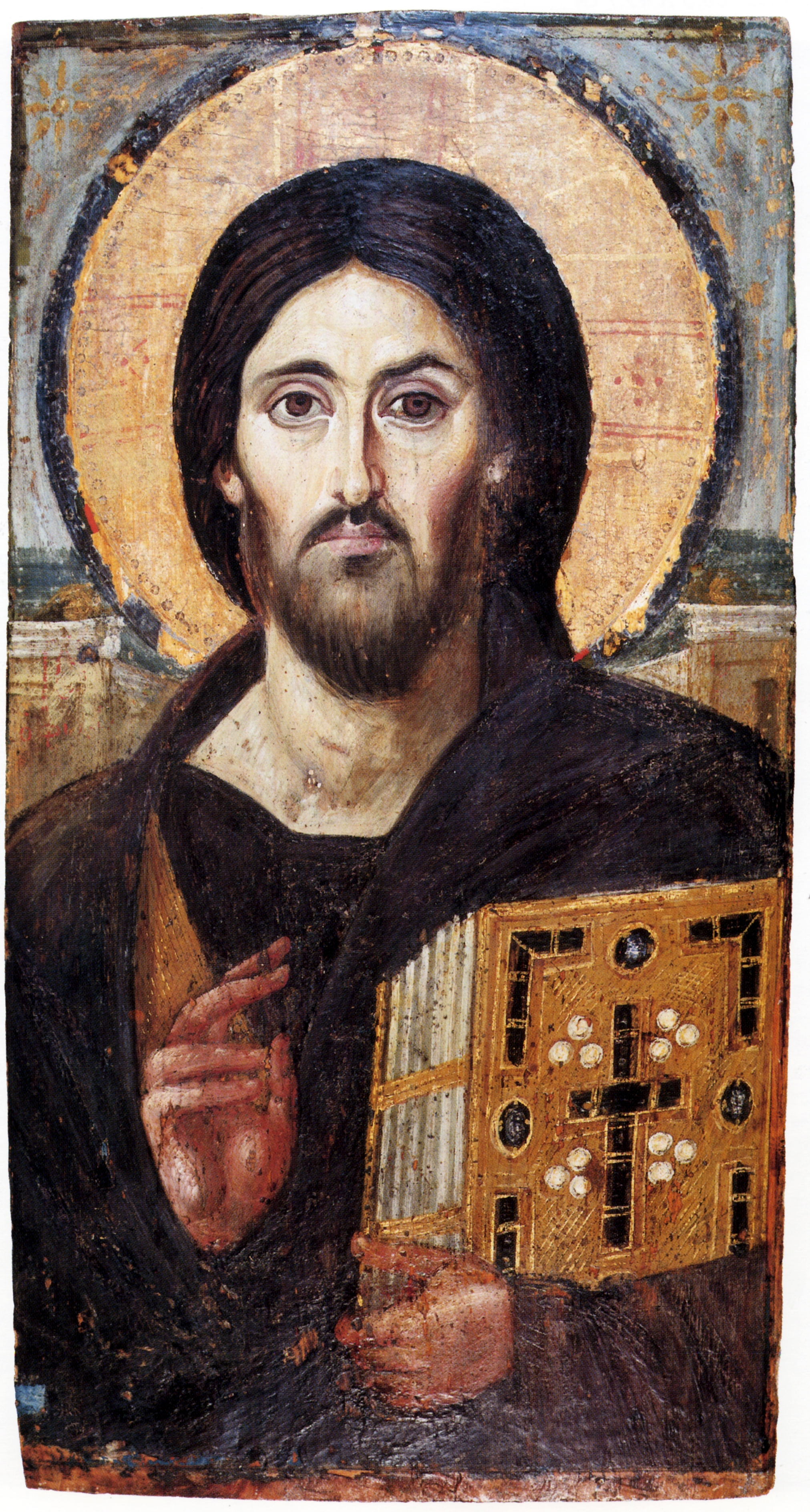
Cea mai veche icoană Iisus Hristos Pantocrator cunoscută

Hristos Pantocrator (din greacă Παντοκράτωρ, în trad. „Atotputernic”, „Omnipotent”) este unul din atributele lui Dumnezeu în tradiția greacă. Substantivat, ca „Atotputernicul”, se referă la Dumnezeu. Septuaginta, prima traducere a Vechiului Testament din ebraică în limba greacă a folosit cuvântul Pantocrator drept echivalent al titlului ebraic El Shaddai (Dumnezeu). Creștinii timpurii au folosit acest termen pentru a-l descrie pe Iisus Hristos. Termenul se referă și la o reprezentare stereotipică în iconografia creștină a lui Iisus Cristos. Unii cercetători consideră că figura lui Iisus de pe această icoană îl reprezintă de fapt pe Zeus așa cum îi apare chipul pe Statuia lui Zeus din Olympia.

## Iconografie

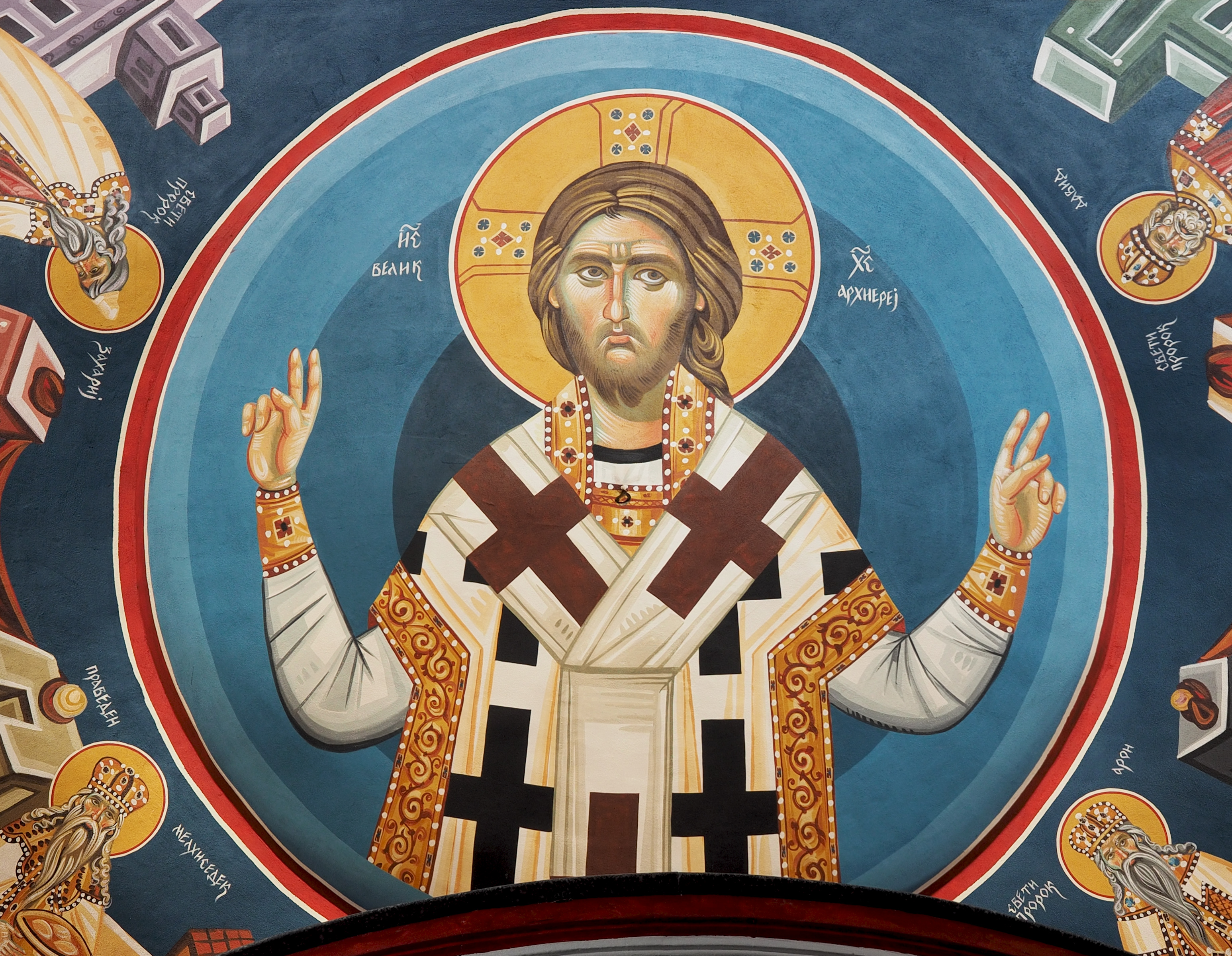
Fresca de pe cupola unei biserici. Hristos Pantocrator, Biserica Nașterea Maicii Domnului, Bitola, Macedonia de Nord

Icoana lui Hristos Pantokrator este una dintre cele mai comune imagini religioase ale creștinismului ortodox. În general, în arta și arhitectura bisericească medievală orientală medievală, un mozaic sau o frescă iconografică a lui Hristos Pantokrator ocupă spațiul din cupola centrală a bisericii, în jumătatea cupolei apsei sau în bolta navei. Unii cercetători (Latourette 1975: 572) consideră Pantocratorul o adaptare creștină a imaginilor lui Zeus, cum ar fi marea statuie a lui Zeus încoronată la Olympia. Dezvoltarea celor mai timpurii etape ale icoanei din imaginile Imperiale Romane este mai ușor de urmărit.